# Acyphoderes rubrohirsutotibialis
Acyphoderes rubrohirsutotibialis là một loài bọ cánh cứng trong họ Cerambycidae.